# COVAX

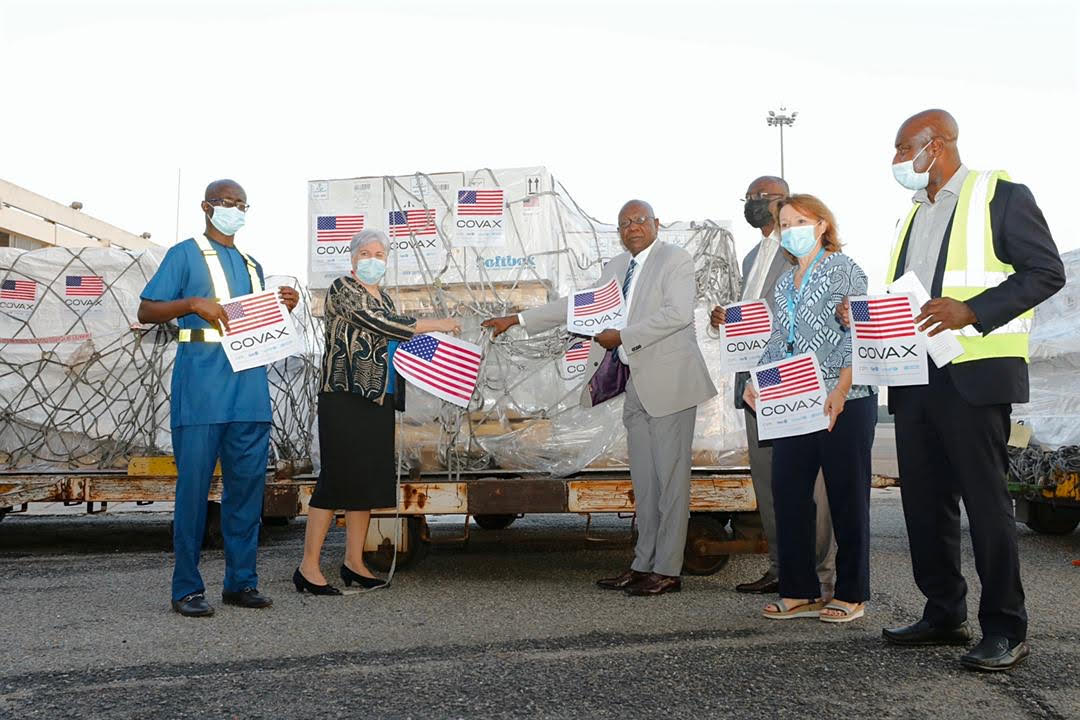
作為2021年COVAX計劃的一部分，美國官員向加納提供了COVID-19疫苗。

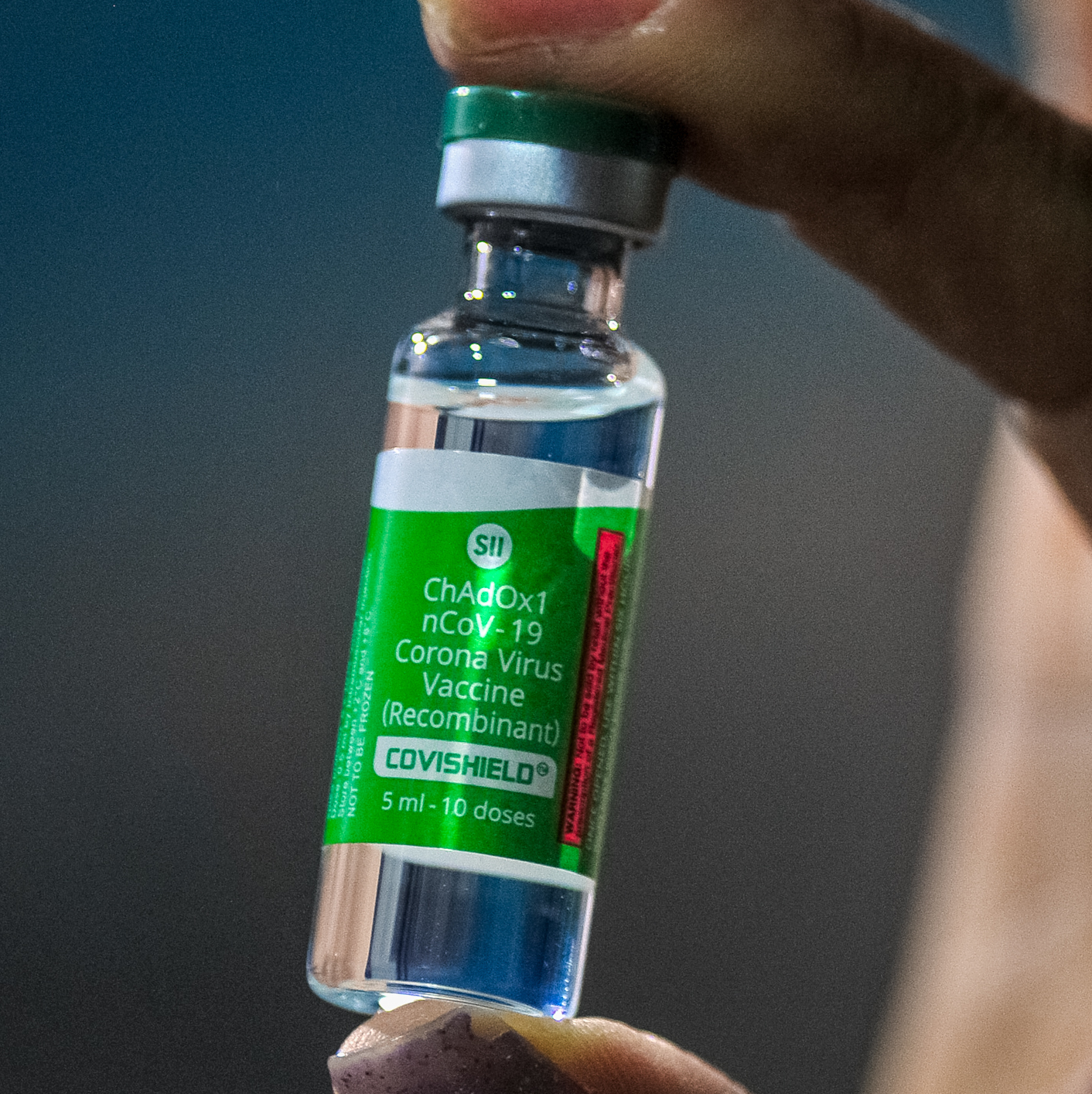
印度血清研究所製造的一樽（Covishield）疫苗，這款疫苗即為由阿斯利康製藥授權生產的AZD1222疫苗，是COVAX最主要發送的疫苗，單是印度血清研究所便供應達11億劑

2019冠状病毒病疫苗实施计划（英語：COVID-19 Vaccines Global Access，簡稱）是一项旨在讓全球公平获取2019冠状病毒病疫苗的倡议，該協議由联合国儿童基金会（UNICEF）、GAVI、世界卫生组织、流行病防备创新联盟（CEPI）等組織牵头發起。該協議也是获取COVID-19工具加速计划 (ACT-A)的三大支柱之一。该计划已于2023年12月31日结束。
COVAX原先構想為國際疫苗統籌分配的中樞，代表各國統一資助藥廠開發並購買疫苗，再公平的供應各國疫苗。COVAX之重點在於消弭經濟實力的差距，讓中低收入國家也能和高收入國家一樣以同等的速度獲得疫苗，疫苗分配量則僅以國家人口數而定，不因經濟實力有所區別。然而因COVAX資金不足，且高收入國家早已搶先資助藥廠並訂購疫苗，加上疫苗產能嚴重落後，因此COVAX的疫苗取得量低於預期，也使得中低收入國家難以因此受惠。
截至2021年年初，已有192個國家加盟COVAX，COVAX將向成員國提供20亿剂世界卫生组织認可的疫苗。

## 籌集資金
COVAX主要針對發展中國家提供至少滿足其最低需求數量的疫苗。許多將從COVAX受益的國家，擁有“有限監管能力”（英語：Limited Regulatory Capacity）。共有92個低收入和中等收入國家有資格通過COVAX疫苗「預先市場承諾」（英語：Advance Market Commitment，AMC）融資工具，從而由COVAX機制取得疫苗。
2021年2月18日，美國在七大工業國領導人會晤後承諾向COVAX提供40億美元的資金，其中20億美元即時注入COVAX，其餘20億美元在兩年內發放，德國亦將為全球疫苗分配機制額外提供15億歐元，歐盟則將給予COVAX的資金增加至10億歐元。
2021年6月2日，日本首相菅義偉宣布追加捐助8億美元，連同先前捐贈的2億美元，日本政府捐助金額增至10億美元。

## 緊急使用清單
世界卫生组织供應的是已列入「緊急使用清單」（英語：Emergency Use Listing，縮寫：EUL）的疫苗。

### 2020年
- 12月31日，批准將德國BioNTech與美國輝瑞合作開發的輝瑞–BioNTech疫苗（BNT162b2）列入緊急使用清單[16][17]。

### 2021年
- 2月16日，批准將英國牛津大學與阿斯利康製藥合作開發，並由印度血清研究所及韓國SK生物製藥代工生產的AZ疫苗（AZD1222，印度版本：Covishield，韓國版本：Vaxzevria）列入緊急使用清單[18]。
- 3月13日，批准將美國嬌生公司開發的嬌生單針接種疫苗（Ad26.COV2.S）列入緊急使用清單[19]。
- 4月30日，批准美國莫德纳公司開發的莫德纳疫苗（mRNA-1273）列入緊急使用清單[20]。
- 5月7日，批准将中國國藥集團開發的中國國藥疫苗（BBIBP-CorV）列入緊急使用清單[21]。
- 6月1日，批准將中國科興生物開發的中國科興疫苗（CoronaVac）列入緊急使用清單[22]。
- 11月3日，批准將由印度巴拉特生物技術公司（英语：Bharat Biotech）和印度醫學研究理事會（英语：Indian Council of Medical Research）合作開發的科瓦克辛（Covaxin）疫苗列入緊急使用清單[23]。
- 12月17日，批准將由美國諾瓦瓦克斯醫藥（Novavax）及印度血清研究所合作開發的印度版諾瓦瓦克斯疫苗（COVOVAX）疫苗列入緊急使用清單[24]。
- 12月21日，批准將由美國諾瓦瓦克斯醫藥（Novavax）及流行病預防創新聯盟（英语：Coalition for Epidemic Preparedness Innovations）（CEPI）合作開發的原廠諾瓦瓦克斯疫苗（Nuvaxovid）疫苗列入緊急使用清單[25]。

### 2022年
- 5月19日，批准将由中国康希诺生物和中国人民解放军军事科学院军事医学研究院合作开发的克威莎疫苗（Convidecia）列入紧急使用清单[26]。

## 疫苗的供應
世界衛生組織在2021年3月指出阿斯利康製藥是唯一一家承諾不從這次病毒性肺炎大流行期間牟利的疫苗開發商，以成本價供應疫苗，也是唯一一家疫苗研發商同意通過開放技術授權，讓其他疫苗廠家一同參與生產來提升疫苗產量，通過COVAX機制分發的疫苗有90%是阿斯利康製藥授權印度血清研究所、韓國SK生物製藥生產的阿斯利康疫苗。
COVAX首輪分配3.372億劑疫苗，印度血清研究所及韓國SK生物製藥分別承擔2.4億劑及9600萬劑阿斯利康疫苗的供應，輝瑞製藥也於2021年首季交付120萬劑輝瑞疫苗。
2021年5月3日，COVAX宣布已經與美國藥廠莫德納达成一项以成本價购买5亿剂莫德纳2019冠状病毒病疫苗的协议。
2021年6月2日，日本首相菅義偉宣布向COVAX捐贈3000萬劑AZ疫苗。
2021年6月3日，美国总统拜登宣佈向全球各國捐贈8000万剂2019冠状病毒病疫苗，首批捐贈的2500万剂疫苗中75%通过COVAX发放。
2021年6月13日，七大工業國集團舉行第47屆七大工業國組織會議期間宣布向COVAX捐贈10億劑疫苗，美國承擔5億劑、英國承擔最少1億劑，餘下的4億劑由德國、法國、加拿大及日本捐贈。美國總統拜登在英格蘭海濱度假勝地卡比斯灣出席七大工業國峰會期間，又和輝瑞執行長博爾拉一同宣布，美國政府向輝瑞購買5億劑美國生產的輝瑞疫苗，用於援助全球中低收入國家，拜登表明美國捐贈疫苗不會附加任何條件。
2021年7月起，中国国药及科兴生物向COVAX提供疫苗。
2022年1月中旬，COVAX已向全球供應10亿剂疫苗。

## 分發疫苗

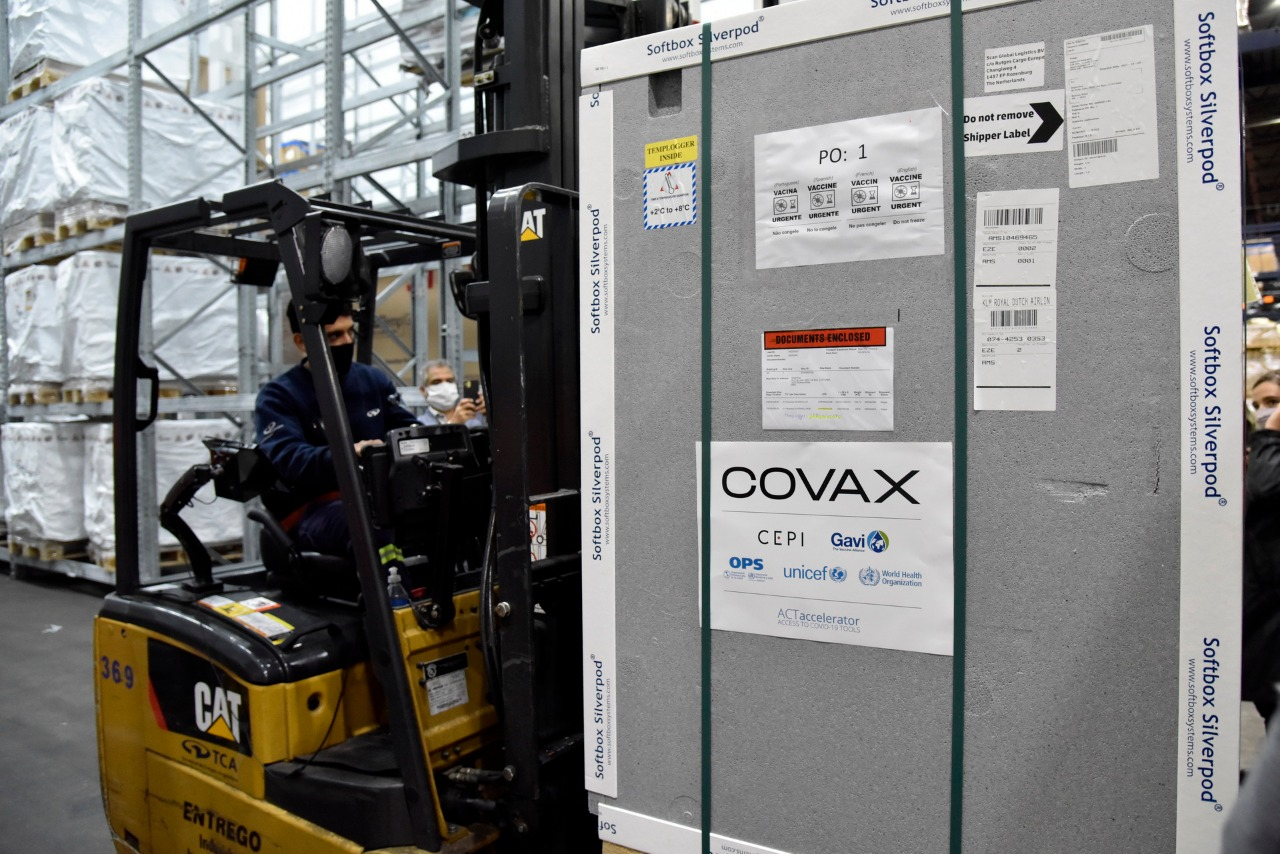
首批COVAX疫苗援助抵達阿根挺，內有Oxford/AstraZeneca疫苗

2021年2月24日，60万剂阿斯利康疫苗抵达加纳首都阿克拉，由於加納同意在接收疫苗後儘速配送疫苗及進行接種，因而成為COVAX機制下首個受益國。科特迪瓦是第二個受益國，印度血清研究所向該國運交了50.4萬劑阿斯利康疫苗。北韓也將從印度血清研究所接收170萬劑阿斯利康疫苗。同年4月底，阿斯利康疫苗已在165个以上的国家提供了3亿剂疫苗。盧旺達於2021年3月3日接收10萬2000劑輝瑞疫苗，是首個通過疫苗獲取機制獲得輝瑞疫苗的非洲國家。
COVAX機制於2021年9月底開始分發透過所購入的科興克爾來福疫苗及國藥眾愛可維疫苗，但遭到非洲及亞洲部分受助國家拒絕接收，南非政府表示中國疫苗所提供的數據不充分，故此拒絕接收世衛分發的中國疫苗，世衛組織亦承認因為有部分國家不願接收中國疫苗，所以這些國家沒有納入這輪分發範圍內。

## 外部鏈接
- （英文）List of participants in the COVAX Facility, Confirmations of intent to participate and AMC-Eligible economies （页面存档备份，存于）